# FaceTime Camera
FaceTime Camera es el nombre adoptado por Apple para la webcam incorporada en sus equipos de escritorio y portátiles, tras la aparición del sistema de videollamada FaceTime, el cual funciona adicionalmente en el iPhone 4. Anteriormente se usaba se le denominaba "iSight".

## Varios
- El nombre aparece en el video oficial del MacBook Air (noviembre de 2010).
- La documentación de soporte técnico mantiene la referencia "iSight" a las versiones de sus equipos anteriores a noviembre de 2010.